# Anthidiellum breviusculum
Anthidiellum breviusculum är en biart som först beskrevs av Pérez 1890.  Anthidiellum breviusculum ingår i släktet Anthidiellum och familjen buksamlarbin. Inga underarter finns listade i Catalogue of Life.